# Nordisk kombination vid olympiska vinterspelen 2010

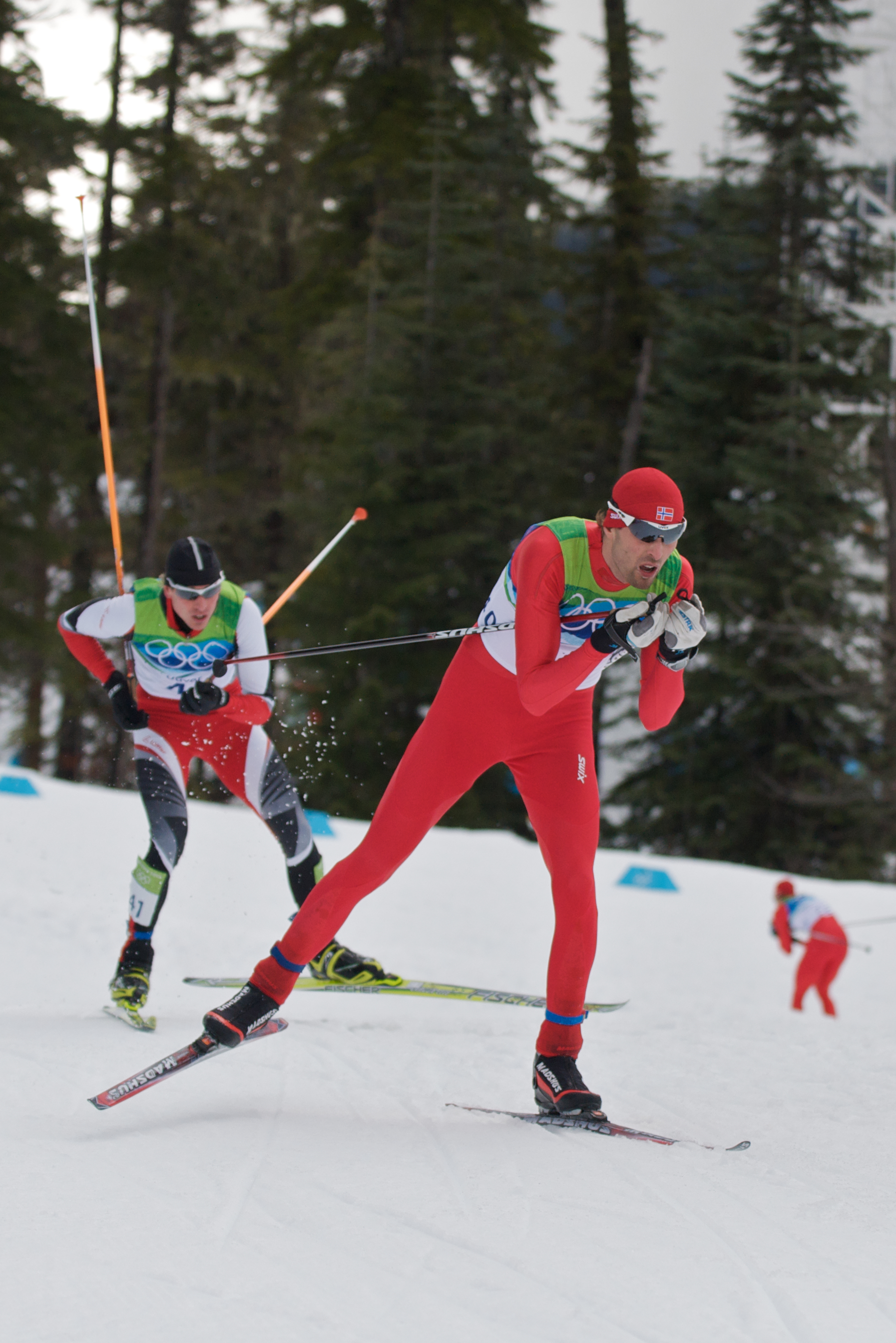
Duell mellan från Norges Magnus Moan och Österrikes Felix Gottwald i längdskidspåren.

Nordisk kombination vid olympiska vinterspelen 2010 avgjordes mellan 14 och 25 februari 2010. I nordisk kombination finns endast en herrklass.

## Medaljsummering
| Gren                     | Guld                                                                 | Guld    | Silver                                                      | Silver  | Brons                                                                | Brons   |
| ------------------------ | -------------------------------------------------------------------- | ------- | ----------------------------------------------------------- | ------- | -------------------------------------------------------------------- | ------- |
| Normal backe Detaljer... | Jason Lamy Chappuis Frankrike                                        | 25:47,1 | Johnny Spillane USA                                         | 25:47,5 | Alessandro Pittin Italien                                            | 25:47,9 |
| Stor backe Detaljer...   | Bill Demong USA                                                      | 25:32,9 | Johnny Spillane USA                                         | 25:36,9 | Bernhard Gruber Österrike                                            | 25:43,7 |
| Lagtävling Detaljer...   | Österrike Bernhard Gruber Felix Gottwald Mario Stecher David Kreiner | 49:31,6 | USA Brett Camerota Todd Lodwick Johnny Spillane Bill Demong | 49:36,8 | Tyskland Johannes Rydzek Tino Edelmann Eric Frenzel Björn Kircheisen | 49:51,1 |